# چارلز واردل استیلز
چارلز واردل استیلز (انگلیسی: Charles Wardell Stiles; ۱۵ مهٔ ۱۸۶۷ – ۲۴ ژانویهٔ ۱۹۴۱) گیاه‌شناس، و جانورشناس اهل ایالات متحده آمریکا  و از برندگان جایزه آکادمی ملی علوم بود.